# 1407
1407 (MCDVII) var ett normalår som började en lördag i den julianska kalendern.

## Händelser

### April
- 11 april – Stockholm drabbas av en storbrand.

## Födda
- 27 augusti – Ashikaga Yoshikazu, japansk shogun

## Avlidna
- 9 februari – Wilhelm den enögde
- Ludvig, hertig av Orléans (mördad).
- Eudoxia av Suzdal, storfurstinna av Moskva, rysk-ortodoxt helgon.